# Quarryville (Pennsylvanie)
Quarryville est un borough situé au sud de la partie centrale du comté de Lancaster, en Pennsylvanie, aux États-Unis,. En 2010, il comptait une population de 2 576 habitants, estimée au 1er juillet 2020 à 2 743 habitants. Le borough est incorporé le 1er décembre 1892.

## Démographie
Lors du recensement de 2010, le borough comptait une population de 2 576 habitants. Elle est estimée, en 2020, à 2 743 habitants.

### Source de la traduction
- (en) Cet article est partiellement ou en totalité issu de l’article de Wikipédia en anglais intitulé « Quarryville, Pennsylvania » (voir la liste des auteurs).